# Alcis nigropallida
Alcis nigropallida är en fjärilsart som beskrevs av Mansbridge 1912. Alcis nigropallida ingår i släktet Alcis och familjen mätare. Inga underarter finns listade i Catalogue of Life.